# Volume two (Don Williams)
Volume two was in 1974 het tweede muziekalbum van countryzanger Don Williams.
Het album werd geproduceerd door Allen Reynolds die samen met Williams en Bob McDill de belangrijkste liedjesschrijvers zijn geweest voor de elpee. Het werd opgenomen in de muziekstudio van Jack Clement in Nashville.
Het album bereikte nummer 13 in de Top Country Albums, de Amerikaanse hitlijst voor countrymuziek van Billboard Magazine. Williams bracht drie nummers uit op een single die alle drie de Hot Country Singles bereikten: Atta way to go (op nummer 13), We should be together (op 5) en Down the road I go (op 62).

## Nummers
| Nummer | Naam                            | Duur | Schrijver       |
| ------ | ------------------------------- | ---- | --------------- |
| A1     | Wish I was in Nashville         | 2:25 | Bob McDill      |
| A2     | Your sweet love                 | 2:39 | Don Williams    |
| A3     | She's in love with a rodeo man  | 3:10 | Bob McDill      |
| A4     | Atta way to go                  | 2:47 | Don Williams    |
| A5     | We should be together           | 3:02 | Allen Reynolds  |
| B1     | Loving you so long              | 2:47 | Allen Reynolds  |
| B2     | Oh misery                       | 3:40 | Don Williams    |
| B3     | Miller's cave                   | 2:37 | Jack Clement    |
| B4     | I don't think about her no more | 3:50 | Mickey Newberry |
| B5     | Down the road I go              | 3:07 | Don Williams    |